# John Hsane Hgyi
John Hsane Hgyi (ur. 15 grudnia 1953 w Pyingadoe Mayanchaung, zm. 22 lipca 2021 w Pathein) – birmański duchowny rzymskokatolicki, od 2003 do swojej śmierci w 2021 roku biskup Pathein.

## Życiorys
Święcenia kapłańskie przyjął 7 marca 1982 i został inkardynowany do diecezji Pathein. Był m.in. rektorem seminarium w Mandalay oraz rektorem narodowego seminarium w Rangunie.
25 stycznia 2003 papież Jan Paweł II mianował go biskupem pomocniczym Pathein oraz biskupem tytularnym Puppi. Sakrę biskupią przyjął 22 marca 2003 z rąk arcybiskupa Adriano Bernardiniego. 24 maja 2003 otrzymał nominację na biskupa Pathein, zaś trzy miesiące później kanonicznie objął urząd.
W latach 2012–2014 pełnił funkcję przewodniczącego mjanmańskiej Konferencji Episkopatu.